# Louis de Friant

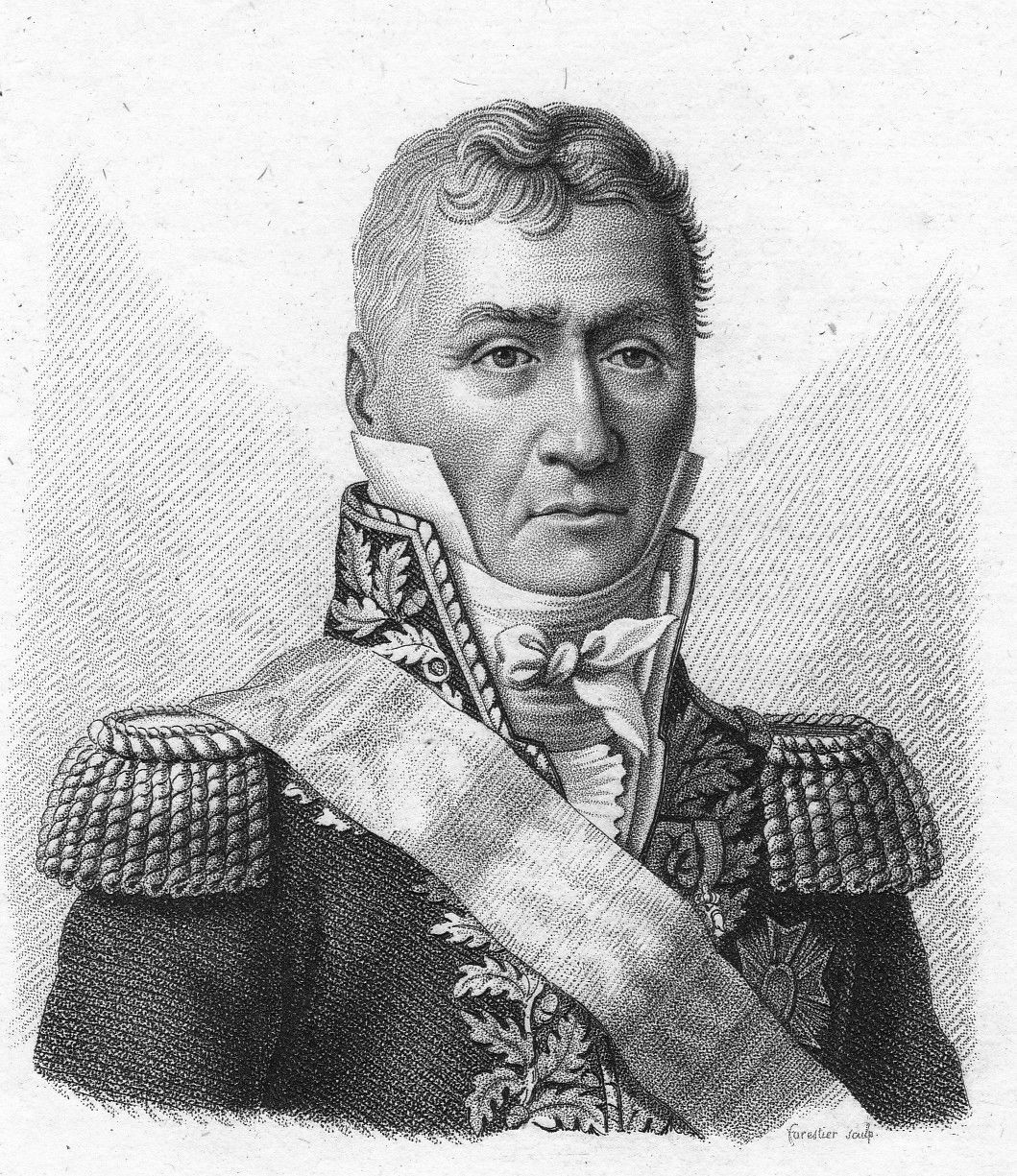
Louis de Friant

Graf Louis de Friant (* 18. September 1758 in Morlancourt an der Somme; † 24. Juni 1829 auf Schloss Gailonnet in Seraincourt bei Meulan, Département Seine-et-Oise) war ein französischer Général de division der Napoleonischen Kriege. 1808 wurde er zum comte de l’Empire in der Noblesse impériale erhoben.

## Leben
Louis de Friant trat zwischen 1781 und 1787 erstmals in die Armee ein und diente ab 1789 in der Nationalgarde. 1792 wurde er zum Colonel-lieutenant des 9. Pariser Bataillons („Bataillon de l’Arsenal“) befördert und diente von 1792 bis 1794 an der Mosel. Im Oktober 1794 nahm er an der Belagerung von Maastricht und im April 1795 an der Belagerung von Luxemburg teil. Nach mehrmonatiger Belagerung kapitulieren die österreichischen Truppen unter Blasius Kolumban von Bender. Friant wird neuer Kommandant in der Stadt Luxemburg und nötigt die Bevölkerung. Er nimmt den Bürgermeister Jean-Georges Pfortzheim und weitere Luxemburger als Geiseln, verhaftet willkürlich Bürger und deportiert andere heimlich in ein Gefängnis in Metz. Unter Bernadotte diente er in der Italien-Armee. Anschließend kämpfte er in Ägypten, wo er sich mehrfach auszeichnen konnte und in der Folge am 6. September 1800 zum Général de brigade befördert und schließlich zum Gouverneur von Alexandria ernannt wurde. Ende 1801 kehrte er mit dem Rest der Orientarmee nach Frankreich zurück.
Am 30. August 1805 wurde ihm das Kommando über die 2. Division des 3. Korps unter seinem Schwager Marschall Davout übertragen. Nach einem Gewaltmarsch von 112 Kilometern in nur 44 Stunden kämpfte die Division Friant in der Dreikaiserschlacht von Austerlitz, und Friant wurde am 27. Dezember 1805 Mitglied der Ehrenlegion. Im Verband des III. Korps unter Marschall Davout nahm er 1806 an der Schlacht von Auerstedt und im Februar 1807 an der Schlacht bei Preußisch Eylau teil.
Am 5. Oktober 1808 adelte ihn Napoleon I. zum comte de l’Empire in der Noblesse impériale. In den folgenden Jahren nahm Friant am Feldzug gegen Österreich teil, wobei er in der Schlacht bei Wagram verwundet wurde. Auf dem Russlandfeldzug 1812 wurde er ebenfalls mehrfach verwundet (bei Smolensk und an der Moskwa), wonach er nach Frankreich zurückkehren musste. Als Kammerherr begleitete er Napoleon 1813 nach Sachsen. In der Völkerschlacht bei Leipzig befehligte er die 1. Infanteriedivision der Alten Garde. Im Juni 1815 zum Pair von Frankreich erhoben, erlitt er als Kommandant der Alten Garde bei Waterloo noch eine weitere Kriegsverletzung, ehe er am 4. September 1815 im Alter von 57 Jahren aus der Armee ausschied.

## Familie
Louis comte de Friant war der Schwager von Marschall Louis Nicolas Davout, Herzog von Auerstädt und Fürst von Eggmühl. Friant war mit Charlotte, geb. Leclerc, der Schwester von Davouts Frau Aimée Leclerc, verheiratet. Da Charlotte und Aimée Leclercs Bruder Charles Victoire Emmanuel Leclerc im Jahr 1797 Napoleons Schwester Pauline Bonaparte geehelicht hatte und bis zu seinem Tod 1802 mit ihr verheiratet war, konnte sich Friant zudem sogar einer – wenn auch nur entfernten – Verwandtschaft mit den Bonapartes rühmen.

## Ehrungen
Sein Name ist am Triumphbogen in Paris in der achten Spalte eingetragen.

## Belege
1. ↑  https://www.archives-vdl.findbuch.net/php/main.php#4c55203131202d204949x2x26

| Personendaten    | Personendaten                                               |
| ---------------- | ----------------------------------------------------------- |
| NAME             | Friant, Louis de                                            |
| ALTERNATIVNAMEN  | Empire, Louis Friant, comte de l' (vollständiger Name)      |
| KURZBESCHREIBUNG | französischer Général de division der Napoleonischen Kriege |
| GEBURTSDATUM     | 18. September 1758                                          |
| GEBURTSORT       | Morlancourt an der Somme                                    |
| STERBEDATUM      | 24. Juni 1829                                               |
| STERBEORT        | Seraincourt bei Meulan, Département Seine-et-Oise           |